# Szumátrai vitézsas
A szumátrai vitézsas (Nisaetus nanus) a madarak (Aves) osztályának a vágómadár-alakúak (Accipitriformes) rendjébe, ezen belül a vágómadárfélék (Accipitridae) családjába tartozó faj.

## Rendszerezése
A fajt Alfred Russel Wallace brit természettudós írta le 1868-ban, a Spizaetus nembe Spizaetus nanus néven.

## Alfajai
- Nisaetus nanus nanus (Wallace, 1868) - a Maláj-félsziget, Szumátra és Borneó
- Nisaetus nanus stresemanni (Amadon, 1953) - Nias sziget (Szumátra nyugati partvidéke mellett) [2]

## Előfordulása
Délkelet-Ázsiában, Brunei, Indonézia, Malajzia, Mianmar és Thaiföld területén honos. Természetes élőhelyei a szubtrópusi és trópusi síkvidéki esőerdők, valamint másodlagos erdők. Állandó, nem vonuló faj.

## Megjelenése
Testhossza 58 centiméter, szárnyfesztávolsága 95-105 centiméter, testtömege 500-610 gramm. A legkisebb sasok közé tartozik.
|  |

## Természetvédelmi helyzete
Az elterjedési területe még rendkívül nagy, de folyamatosan csökken, egyedszáma 2500-9999 példány közötti és szintén csökken. A fakitermelés, az ültetvények és a mezőgazdaságra történő áttérés, valamint az erdőtüzek okozta kiterjedt erdővesztés veszélyezteti.  A Természetvédelmi Világszövetség Vörös listáján sebezhető fajként szerepel.